# Ted Grant
Ted Grant (9. juli 1913 i Germiston, uden for Johannesburg i Sydafrika – 20. juli 2006 i London) var en sydafrikansk trotskist og politisk teoretiker, der levede en stor del af sit liv i England.
Som 15-årig blev han marxist og aktiv i arbejderbevægelsen i Sydafrika. I 1934 emigrerede han til Storbritannien, hvor han blev aktiv i den marxistiske bevægelse og Labour-partiets ungdom. I 1938 var han med til at oprette en marxistisk gruppe ved navn Workers' International League, som senere blev til Revolutionary Communist Party. I begge organisationer var Ted en af de ledende teoretikere, og skrev en lang række analyser, især om situationen i efterkrigstidens Europa, udviklingerne i Kina og Østeuropa, stalinismens udvikling i Rusland, m.m. I 1964 var han sammen med andre med til at oprette Militant-tendensen, en marxistisk og trotskistisk opposition i Labour som i løbet af 70’erne og 80’erne vandt stor opbakning i den britiske arbejderbevægelse og blev omtalt som Storbritanniens femte-største parti efter daværende Labour, Conservatives, Liberals og Social Democratic Party (de to sidste slog sig senere sammen som Liberal Democrats). Bl.a. fik Militant valgt 3 parlamentsmedlemmer for Labour, opnåede flertal i Liverpool byråd og stod i spidsen for bevægelsen imod kopskat under Thatcher. Kampagnen samlede flere hundredtusind og spillede en vigtig rolle i Thatcers fald fra magten. Indtil hans død i 2006 var han med i gruppen bag avisen Socialist Appeal og han var blandt medstifterne af International Marxist Tendency (IMT). Det meste af hans skrevne materiale kan findes på www.tedgrant.org.
I Danmark inspirerede hans teorier til oprettelsen af først Socialisten og senere dens afløser Socialistisk Standpunkt, begge en del af den Internationale Marxistiske Tendens. Ted Grants ideer er ligeledes inspirationskilde til et nyt Socialisten der er dannet af udbrydere fra Socialistisk Standpunkt og som er aktive i Enhedslisten.

## Litterære produktion
Udover er lang række artikler har Ted bl.a. skrevet bøgerne Reason in revolt – Marxist philosophy and modern science (1995, med Alan Woods) der er oversat til en lang række sprog, Russia: from revolution to counter-revolution (1997), samt utallige artikler og pamfletter, hvoraf en god del af dem er samlet i hans udvalgte værker som i 1989 blev udgivet under titlen The unbroken thread.
På dansk findes der bl.a. udgivet Lenin og Trotskij - Hvad de virkelig stod for sammen med Alan Woods ligesom at en række af hans tekster er samlet i udgivelsen Hvad er marxisme?
Hans samlede værker er under udgivelse på engelsk hvoraf de to første bind om 2. Verdenskrig er udkommet. Ligeledes er der en igangværende amerikansk temaopdelt udgivelse af hans samlede værker hvoraf også 2 bind indtil videre er kommet.